# Veenplas

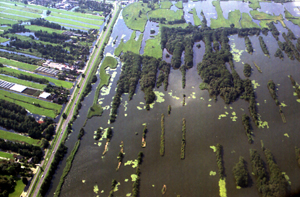
De Nieuwkoopse Plassen, ontstaan door het winnen van turf zijn daarna niet drooggelegd

Veenplassen komen veel voor in het veenlandschap van Noord- en West-Nederland. Deze plassen zijn tegenwoordig meestal recreatie- of natuurgebied. De veenplassen en veenpolders worden soms tot een afzonderlijk landschapstype gerekend.
In de veengebieden werd van de 16e tot en met de 18e eeuw en op sommige plaatsen tot in de 20e eeuw op grote schaal veengrond weggebaggerd om te gebruiken als turf. De turf die werd gewonnen werd neergelegd op smalle stroken, de legakkers. Daartussen werden met een baggerbeugel langgerekte putten, de petten, petgaten of trekgaten, gebaggerd. Ze waren tot drie meter diep. Door de golfslag van het water werden de legakkers ondermijnd en kalfden in de loop der tijd steeds verder af. Zo konden uitgestrekte veenplassengebieden ontstaan. Een bekend voorbeeld is de Haarlemmermeer, dat door de vervening steeds groter werd en in de 17e eeuw bekendstond als de 'Waterwolf'. Het bedreigde plaatsen als Haarlem, Leiden en zelfs Amsterdam. Om die situaties te voorkomen werden de meeste plassen die door de natte vervening waren ontstaan verplicht ingepolderd en drooggelegd. Dit zijn de veenpolders die samen met de nog bestaande plassen typerend zijn voor het hedendaagse Hollandse landschap buiten de stedelijke bebouwing. Dit gebied wordt vaak het Groene Hart genoemd.
Bekende veenplassen zijn de Nieuwkoopse Plassen, de Westeinderplassen en de Reeuwijkse Plassen in West-Nederland en het Nationaal Park De Weerribben in Overijssel. 